# Ed Berger
Edward „Ed“ Berger (* 5. März 1949 in Manhattan; † 22. Januar 2017 in Princeton, New Jersey) war ein US-amerikanischer Hochschullehrer, Jazz-Autor, Musikproduzent und Fotograf.

## Leben und Wirken
Ed Bergers Vater Morroe Berger († 1981) lehrte an der Princeton University Soziologie und betätigte sich daneben als Jazzforscher und -autor; Berger war zunächst Roadmanager des Bandleaders Benny Carter, an dessen Biografie Benny Carter: A Life in American Music er mitwirkte. Er produzierte auch einige seiner späteren Alben, wie In the Mood for Swing. Ab August 1976 war Berger als Teilzeit-Kurator am Institute of Jazz Studies an der Rutgers University tätig, ab 1977 als stellvertretender Leiter und ab 1987 bis zu seinem Ruhestand 2013 als Associate Director (Co-Direktor). Er schrieb die Joe-Wilder-Biografie Softly, With Feeling: Joe Wilder and the Breaking of Barriers in American Music (2014). Außerdem betätigte er sich als Autor zahlreicher Liner Notes und als Fotograf für Produktionen u. a. von Randy Sandke, Loren Schoenberg, Dick Sudhalter und Warren Vaché. Berger  starb im Alter von 67 Jahren.

## Publikationen (Auswahl)
- Bassically Speaking: An Oral History of George Duvivier. Rutgers, New Jersey 1993.
- Edward Berger, David Cayer, Dan Morgenstern, Lewis Porter (Hrsg.): Annual Review of Jazz Studies 6, Rutgers, 1993.
- Morroe Berger, Edward Berger, James S. Patrick: Benny Carter: A Life in American Music. Scarecrow Press, 2002.
- Softly, With Feeling: Joe Wilder and the Breaking Of Barriers in American Music. Temple University Press, 2014.